# Vibidia (cratère)
Vibidia est un cratère situé à la surface de l'astéroïde (4) Vesta, localisé à 26,9°S et 139.9°O. Il possède un diamètre de 7,1 km et une structure rayonnée.
Il a été nommé d'après la vestale romaine Vibidia le 27 décembre 2011.